# يارمحمدبازار
يارمحمدبازار (بالفارسية: یارمحمدبازار) هي قرية تقع في منطقة بولان في إيران. يقدر عدد سكانها بـ 198 نسمة بحسب إحصاء 2016.